# Kryterium informacyjne Hannana-Quinna
Kryterium informacyjne Hannana-Quinna (HQC) – kryterium wyboru odpowiedniego modelu. Jest alternatywą dla kryterium informacyjne Akaikego (AIC) oraz bayesowskiego kryterium Schwarza (BIC). HQC określane jest wzorem:
{\displaystyle \mathrm {HQC} =n\ln \left({\frac {\mathrm {RSS} }{n}}\right)+2k\ln \ln n,}
gdzie:
k – liczba parametrów,
n – liczba obserwacji,
RSS – suma kwadratów reszt wynikająca z przeprowadzonej regresji liniowej bądź też innego modelu.